# Chelly Cantú
Marisela Cantú Mata (nacida el 25 de octubre de 1990) es una gimnasta artística mexicana y parte de la selección nacional. Formó parte de la selección mexicana que participó en los Juegos Olímpicos Beijing 2008 y compitió en 5 campeonatos mundiales, incluido el Campeonato Mundial de Gimnasia Artística de 2010 en Róterdam, Países Bajos. Fue campeona de la 1.ª edición de Exatlón Estados Unidos y actualmente es co-host en Exatlón Estados Unidos.

## Carrera deportiva
Representó a México en los mundiales de:
- DINAMARCA, 2006
- ALEMANIA, 2007
- LONDRES, 2009
- HOLANDA, 2010
- JAPÓN, 2011

## Juegos Olímpicos
Beijing 2008
11.º lugar: Caballo

## Juegos Panamericanos
Brasil 2017
- , Medalla de bronce: Equipos
- 8.º lugar: All around
- 8.º lugar: Manos libres

México 2011
- , Medalla de bronce: Equipos
- , Medalla de bronce: Barras asimétricas
- 6.º lugar: All around

## Juegos Centroamericanos y del Caribe
Colombia 2006
- , Medalla de oro: Equipos
- , Medalla de oro: Viga de equilibrio
- , Medalla de plata: all around

Puerto Rico 2009
- , Medalla de oro: Equipos

4.º lugar: Barras asimétricas

## Otras competencias
Universiada Mundial, Rusia (2013)
5.º lugar: EquiposEXARLON